# Frank De Vol
Frank De Vol est un compositeur et acteur américain né le 20 septembre 1911 à Moundsville, Virginie-Occidentale (États-Unis) et mort le 27 octobre 1999 à Lafayette (Californie).
Il fut un fréquent collaborateur du réalisateur Robert Aldrich, pour qui il signa les partitions de
Qu'est-il arrivé à Baby Jane ? ou des 12 salopards.

## Filmographie

### Au cinéma
- 1954 : Alerte à Singapour (World for Ransom)
- 1955 : Le Grand Couteau (The Big Knife)
- 1956 : Attaque! (Attack) de Robert Aldrich
- 1957 : La Chevauchée du retour (The Ride Back) d'Allen H. Miner
- 1957 : Johnny Trouble
- 1959 : Confidences sur l'oreiller (Pillow Talk)
- 1960 : Crime, société anonyme (Murder, Inc.)
- 1961 : Un pyjama pour deux (Lover Come Back)
- 1962 : Garçonnière pour quatre (Boys' Night Out) de Michael Gordon
- 1962 : Qu'est-il arrivé à Baby Jane ?
- 1963 : Le Grand McLintock (McLintock)
- 1963 : Le Piment de la vie (The Thrill of It All)
- 1963 : Trois Filles à marier (For Love or Money) de Michael Gordon
- 1963 : Oui ou non avant le mariage ? (Under the Yum Yum Tree) de David Swift
- 1963 : The Wheeler Dealers
- 1964 : Prête-moi ton mari (Good Neighbor Sam)
- 1964 : Ne m'envoyez pas de fleurs (Send Me No Flowers)
- 1964 : Chut… Chut, chère Charlotte (Hush… Hush, Sweet Charlotte)
- 1965 : Cat Ballou
- 1965 : Le Vol du Phénix (The Flight of the Phoenix)
- 1966 : Le Dortoir des anges (The Trouble with Angels)
- 1966 : La Blonde défie le FBI (The Glass Bottom Boat)
- 1966 : Texas, nous voilà (Texas Across the River), de Michael Gordon
- 1967 : Le Ranch de l'injustice (The Ballad of Josie)
- 1967 : Les Détraqués (The Happening) d'Elliot Silverstein
- 1967 : Opération caprice (Caprice)
- 1967 : Devine qui vient dîner... (Guess Who's Coming to Dinner) de Stanley Kramer
- 1968 : L'Intrus magnifique de George Seaton
- 1968 : Le Démon des femmes (The Legend of Lylah Clare)
- 1969 : Krakatoa à l'est de Java (Krakatoa, East of Java)
- 1972 : Fureur apache (Ulzana's Raid)
- 1974 : Plein la gueule (The Longest Yard)
- 1975 : Doc Savage arrive (Doc Savage: The Man of Bronze)
- 1975 : La Cité des dangers (Hustle)
- 1977 : La Coccinelle à Monte-Carlo (Herbie Goes to Monte Carlo)
- 1979 : Le Rabbin au Far West (The Frisco Kid)
- 1981 : Deux Filles au tapis (...All the Marbles) de Robert Aldrich

### À la télévision
- 1957 : Date with the Angels (en) (série TV)
- 1960 : My Three Sons (série TV)
- 1966 : Where's Everett (TV)
- 1966 : Cher oncle Bill ("Family Affair") (série TV)
- 1969 : To Rome with Love (série TV)
- 1971 : The Reluctant Heroes (TV)
- 1972 : The Delphi Bureau (en) (série TV)
- 1973 : Female Artillery (TV)
- 1973 : Murdock's Gang (TV)
- 1973 : Key West (en) (TV)
- 1974 : The Fess Parker Show (TV)
- 1975 : Hey, I'm Alive! (en) (TV)
- 1976 : Panache (TV)
- 1977 : Fernwood 2Nite (en) (série TV)
- 1977 : La croisière s'amuse ("The Love Boat") (série TV)
- 1978 : America 2-Night (série TV)
- 1978 : The Millionaire (TV)
- 1980 : The Ghosts of Buxley Hall (en) (TV)
- 1981 : The Brady Brides (série TV)
- 1982 : Tales of the Apple Dumpling Gang (TV)
- 1982 : The Wild Women of Chastity Gulch (en) (TV)

### Comme acteur
- 1961 : La Fiancée de papa (The Parent Trap) : Mr Eaglewood
- 1962 : Garçonnière pour 4 (Boys' Night Out) : One of the guys in the hallway
- 1962 : I'm Dickens, He's Fenster (en) (série TV) : Myron Bannister
- 1965 : Le Coup de l'oreiller (A Very Special Favor) : Desk Clerk
- 1966 : Where's Everett (TV) : Murdock
- 1967 : Jerry la grande gueule (The Big Mouth) : Bogart
- 1976 : W. C. Fields et moi (W.C. Fields and Me) d'Arthur Hiller : Undertaker
- 1978 : America 2-Night (série TV) : Happy Kyne
- 1979 : Le Rabbin au Far West (The Frisco Kid) : Piano player (old-timer)